# 貢內斯塔德冰川
貢內斯塔德冰川（英語：Gunnestad Glacier），是南極洲的冰川，位於毛德皇后地的朗希爾德公主海岸，屬於南龍達訥山脈的一部分，長24公里，由挪威製圖師根據美國海軍拍攝的空中照片繪入地圖，現時由南極條約體系管理。